# Lučka Lorber
Lučka Lorber, slovenski geografinja in politik, * 1957, Maribor.
Lučka Lorber je izredna profesorica Univerze v Mariboru, doktorica geografskih znanosti. Raziskovalno se je ukvarjala s proučevanjem družbeno-gospodarskih sprememb v času tranzicije in njihovim vplivom na geografski prostor. Aktivno je vodila in sodelovala pri nacionalnih in mednarodnih projektih. Rezultate svojega dela je predstavljala z gostujočimi predavanji na tujih univerzah, mednarodnih kongresih in poletnih šolah tako v državah Evropske unije kot drugih regijah sveta.
V vlogi prorektorice za razvoj kakovosti Univerze v Mariboru je prispevala k dvigu kulture kakovosti in večji prepoznavnosti univerze v domačem in mednarodnem okolju. Kot ekspert za kakovost visokošolskih institucij sodeluje pri mednarodnih akreditacijah in evalvacijah, ki jih izvajajo mednarodne institucije.
Dejavno se je vključevala v družbeno in politično življenje, med drugim kot državna sekretarka za visoko šolstvo na MIZŠ in predsednica Sveta za visoko šolstvo Republike Slovenije.

## Šolanje in delo
Rodila se je leta 1957 v Mariboru. Po zaključku I. gimnazije v Mariboru in diplomi prve stopnje iz geografije in zgodovine na Pedagoški akademiji v Mariboru je nadaljevala študij geografije na Prirodoslovno - matematični fakulteti Sveučilišča v Zagrebu, kjer je uspešno diplomirala (1982), magistrirala (1993) in doktorirala (1999). Na predlog Oddelka za geografijo Univerze v Mariboru in takratnih potreb industrijskega mesta Maribor se je usmerila v preučevanje industrije in njenega vpliva na razvoj mesta in transformacijo geografskega prostora.
Prve zaposlitve je sprejela v osnovnih in srednjih šolah, tudi na II. Gimnaziji Maribor, kjer je sodelovala pri projektu uvajanja mednarodne mature in prostovoljnega socialnega dela v Republiki Sloveniji. Na Univerzi v Mariboru je bila zaposlena vse od leta 1994, sprva v univerzitetni upravi, kjer je leta 1997 postala glavni tajnik Univerze v Mariboru. Aktivno je sooblikovala organizacijo integriranega univerzitetnega sistema v skladu z Zakonom o visokem šolstvu (1993). Prav tako je prevzela strokovno koordiniranje projekta rekonstrukcije in obnove zgradbe rektorata v njegovi zaključni fazi. Za svoje delo je prejela zlati znak Univerze v Mariboru (2002).
Leta 2000 je pridobila habilitacijski naziv docentka za področje družbene in regionalne geografije. Istega leta se je zaposlila se je na Oddelku za geografijo Filozofske fakultete Univerze v Mariboru. Kot visokošolska učiteljica je bila nosilka več geografskih predmetov in aktivna raziskovalka. Leta 2008 je bila izvoljena v Senat Filozofske fakultete in imenovana za prodekanko za mednarodno sodelovanje in razvoj na Filozofski fakulteti (2008-2011). Vse od leta 2011 do 2019 je opravljala funkcijo prorektorice za razvoj kakovosti na Univerzi v Mariboru. V svojem mandatnem obdobju je aktivno sooblikovala zunanji in notranji, tako programski kot institucionalni sistem zagotavljanja kakovosti visokošolske dejavnosti. S svojim delom je prispevala k večji mednarodni prepoznavnosti Filozofske fakultete in Univerze v Mariboru.
Po 41. letih aktivnega dela na področju izobraževalne dejavnosti se je upokojila maja 2019. Svoje aktivno delo nadaljuje kot ekspert za evalvacijo kakovosti visokošolskih institucij v evropskem prostoru.

### Univerza v Mariboru
V zadnjem izvolitvenem obdobju je kot izredna profesorica geografije predavala predmete: Ekonomska geografija, Socio-ekonomske strukture slovenskih pokrajin, Geografija prometa. Za razumevanje tranzicije družbeno gospodarskih struktur je z novim interdisciplinarnim pristopom razvila nove predmete, ki obravnavajo odnos med človekom in prostorom: Globalizacija, Geografija in gospodarski sistemi, Geografija prometa in energetskih virov. Bila je mentorica več kot petdesetih diplomantom na vseh stopnjah visokošolskega študija.
Dva mandata je bila članica mednarodnega programskega sveta Komisije za sonaravne ruralne sisteme in Mednarodne geografske zveze (International Geographical Union, IGU). Aktivno je sodelovala na kongresih CSRS IGU (Pusan, Rambouillet, Johannesburg, Rio de Janeiro, Cairns, Rabat, Zaragoza, Krakov, Liege), EUGEO (Bratislava, London, Budimpešta) in več domačih in mednarodnih kongresih in simpozijih.
Kot vabljena predavateljica je predavala na različnih tujih univerzah, vključno z univerzami v Amsterdamu, Bari-ju, Brnu, Carigradu, Frankfurtu, Gradcu, Krakovu, Manhattnu - Kansas, Moskvi, Novem Sadu, Olomovcu, Peči, Pragi, Prešovu, Sarajevu, Sieni, Trondheimu, Tuzli, Zadru in Zagrebu. Svoj raziskovalni program je uresničevala v programski skupini Filozofske fakultete. Vodila in sodelovala je v raziskovalnih projektih ARRS in INTERREG projektu SEE (2009-12) ter več bilateralnih projektih (Hrvaška, Bosna in Hercegovina, Češka in ZDA).
Aktivno sodeluje v uredniških odborih tujih in domačih znanstvenih revij ter je recenzentka znanstvenih monografij, učbenikov in znanstvenih člankov pri uglednih tujih in domačih založbah. V okviru evropskega programa CEEPUS (Central European Exchange Program for University Studies) je bila ustanoviteljica in koordinatorica geografske mreže GeoRegNet (2006-2019), ki danes povezuje sedemnajst univerzitetnih geografskih oddelkov srednje in jugovzhodne Evrope. Za svoje delo je prejela priznanje Palacky univerze v Olomoucu (2019) in državne univerze Istanbul (2019).

### Področje razvoja kakovosti visokega šolstva
Lučka Lorber je bila na Univerzi v Mariboru prorektorica za razvoj kakovosti in pristojna za uresničevanje sprejetih politik trajnostno in družbeno odgovorne univerze (2011-2019).
Potrebna znanja in izkušnje je pridobila v okviru International Visitor Program (ZDA 1996) – Professional qualification at higher institutions in USA; Tempus Phare Individual Mobility Grand (QSC, London 1999) – Quality Assuarance in Higher Education System. Svoje znanje je nadgrajevala s sodelovanjem v evropskih projektih, ki so bili tematsko usmerjeni k zagotavljanju in vrednotenju kakovosti v visokem šolstvu (Tempus Phare, CHEPS, Phare, TEMPUS Morems Program, EUA MAUNIMO). V okviru Visitors Programme of the Federal Goverment - ''Germany as a Study and research location'' se je udeležila obiska izobraževalnih in raziskovalnih institucij v Nemčiji (Frankfurt, Bonn, Berlin, 2014).
Kot dobra poznavalka slovenskega in evropskega visokega šolstva, je Lučka Lorber vabljena k presojam kakovosti v visokem šolstvu pri Nacionalni agenciji za zagotavljanje kakovosti Slovenije (NAKVIS) in Evropskem združenju univerz (EUA), kjer je članica ekspertne skupine evalvatorjev (Institutional Evaluation Programme – IEP EUA). Izobraževala se je na IEP EUA seminarjih: Bukarešta (2012, 2013), Porto (2015), Laussane (2016), Geneve (2019), konferencah - European Quality Assurance Forum (Gothenburg, 2013, London, 2015) in mednarodnih simpozijih (Bruselj, 2018).
V letu 2015 je postala zunanja evalvatorka Finskega izobraževalnega evalvacijskega centra (Finnish Education Evaluation Centre, FINEEC), izobraževalni seminar Helsinki 2015 in 2016, evalvacija Häme University of Applied Sciences 2016. Leta 2019 je vodila zunanjo evalvacijo študijskih programov Univerze v Belgorodu (Rusija) na povabilo NCAP – National Centre for Public Accreditation. Je svetovalka Madžarskega akreditacijskega centra/odbora (HAC, Hungarian Accreditation Committee – International Advisory Board).

## Politično udejstvovanje
Lučka Lorber je bila s strani Vlade Republike Slovenije imenovana za državno sekretarko za visoko šolstvo na MIZŠ RS (2003-04). V tem obdobju je aktivno sodelovala pri oblikovanju potrebnih zakonskih sprememb v visokošolskem prostoru ob zaključnih pripravah Slovenije na vstop v Evropsko unijo. Odgovorna je bila za sistemsko uvajanje bolonjskega procesa, ''lump sum'' financiranja javnih univerz, ustanavljanje Univerze na Primorskem in Medicinske fakultete Univerze v Mariboru. V tem obdobju je predsedovala Upravnemu odboru Univerze na Primorskem in bila predstavnica ustanovitelja v Upravnem odboru Univerze v Ljubljani. Za svoje delo je prejela priznanje Filozofske fakultete Univerze v Ljubljani.
Leta 2009 je Vlada Republike Slovenije imenovala Lučko Lorber v CEEPUS Council. Tri leta kasneje je bila na predlog slovenske rektorske konference imenovana za članico slovenske nacionalne komisije za UNESCO. S strani ministra za visoko šolstvo, znanost in šport je bila leta 2014 imenovana za slovensko predstavnico v OECD, Upravni odbor programa za institucionalno upravljanje visokega šolstva - IMHE.
Vlada Republike Slovenije je leta 2014 imenovala Lučko Lorber za predsednico Sveta za visoko šolstvo RS. V štiriletnem mandatu je vodila proces evalvacije uresničevanja Nacionalnega programa visokega šolstva 2011-2020.
V letu 2019 je sooblikovala iniciativo za ustanovitev centra zaslužnih profesorjev Univerze v Mariboru (UM). Senat je UM je na osnovi Akta o ustanovitvi in delovanju Centra za zaslužne profesorje in upokojene visokošolske učitelje UM ustanovil center 24. 9. 2019 (University of Maribor Centre for Professors Emeriti and Retired Higher Education Teachers). Lučka Lorber je aktivna članica Sveta Centra za zaslužne profesorje in upokojene visokošolske učitelje UM in sokordinatorica dejavnostne skupine centra za E-učenje in E-izobraževanje (University eLearning & eEducation Group).